# Burmese américain
Pour les articles homonymes, voir Burmese.
Le burmese américain est une race de chats, originaire de Birmanie et développée aux États-Unis à partir des années 1930. Ce chat de taille moyenne est caractérisé par sa robe sépia. Il se différencie de son homologue anglais essentiellement par son visage et ses yeux ronds.

## Historique

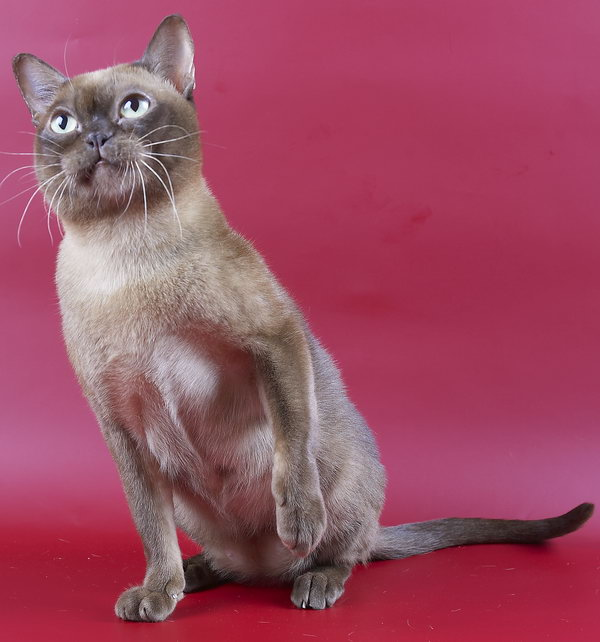
Burmese américain chocolat (champagne) extrêmement typé

Le Tamra Meow ou Livre de poèmes des chats est un recueil thaïlandais de vers richement illustré dont la rédaction est située entre 1350 et 1767 et qui décrit dix-sept chats différents, certains portant bonheur et d'autres non. Le manuscrit répertorie et décrit de façon poétique les races de chats existant à cette époque et fait la description du burmese. Il est possible que des burmeses aient concouru en Angleterre au XIXe siècle comme des siamois.
En 1930, un marin américain ramène à San Francisco une chatte de Birmanie : Wong-Mau, dont la robe couleur noisette montrait de légères variations dans l'intensité de la couleur, plus forte aux extrémités (pattes, queue, tête) sans toutefois porter le patron à pointes. Wong-Mau est achetée par le docteur Joseph Thomson. Une autre version de l'histoire considère que Joseph Thomson a directement ramené Wong-Mau de Birmanie,. Le docteur effectua plusieurs croisements avec des chats d'origine thaïlandaise et notamment un siamois sealpoint afin de reproduire la robe de Wong-Mau. La Cat Fancier Association (CFA) reconnaît la race en 1936. Les premiers burmeses sont importés au Royaume-Uni au début des années 1950 et reconnu par le Governing Council of the Cat Fancy (GCCF) en 1952. 
À la fin des années 1950, le programme d'élevage avec les siamois stoppa, et les éleveurs américains de burmeses considérèrent que leur race n'admettait qu'une seule couleur : le seal sepia, aussi appelé sable ou également zibeline en France, c'est-à-dire génétiquement le noir sépia. Dans les années 1970, le type du burmese américain se renforça : le visage s'arrondit, comme les yeux et le front, le corps devient cobby. Jusqu'en 1984, les burmeses bleus, chocolat et lilas sont inscrits dans une races à part par la CFA, les mandalays, tandis que la TICA les reconnaissaient comme burmeses. Les différences entre le burmese type américain et le burmese type anglais deviennent trop importantes et deux races sont à présent reconnues : le burmese anglais et le burmese américain.

## Standard

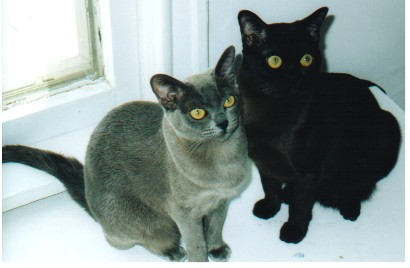
Burmeses américains bleu et noir (sable).

Le burmese américain est le seul burmese reconnu par l'American Cat Fanciers Association (ACFA) et The International Cat Association (TICA). Le Livre officiel des origines félines (LOOF) et la Cat Fancier Association (CFA) font la distinction entre les deux types ; notons que la CFA nomme « burmese » le burmese américain et « burmese européen » le burmese anglais.
Le burmese américain est musclé et son poids est étonnant par rapport à sa taille, si bien qu'on dit qu'il est comme « de la brique enveloppée de soie ». L'ossature est robuste, les épaules et les hanches sont légèrement arrondies et l'encolure est de taille petite à moyenne. La queue est plus courte que celle du burmese anglais. La tête est ronde, sans qu'aucune partie plane n'apparaisse : le front est bombé, les joues rebondies, le stop est très marqué et le nez est renflé. Le museau est court. Les yeux sont ronds et bien espacés sans être protubérants, de couleur jaune (le vert et le bleu ne sont pas acceptés). Les oreilles sont de taille moyenne, arrondies au bout et bien écartées ; elles sont inclinées vers l'avant. Le burmese américain ne doit pas ressembler à un exotic shorthair.
La fourrure est courte et lustrée, près du corps. Le patron est sépia, c'est-à-dire de couleur unie subtilement ombrée sur les pattes, la tête et la queue. Les couleurs acceptées sont le noir (seal sepia ou zibeline ou sable), le bleu, le chocolat (champagne) et le lilas (platine).
Le LOOF accepte les mariages entre le burmese américain noir et le bombay.

## Races dérivées
Le bombay est issu de l'élevage du burmese américain avec la volonté d'en faire une panthère noire miniature.

## Génétique

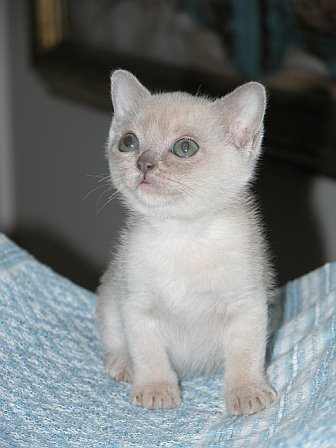
Chaton burmese américain de couleur lilas (platine).

Les burmeses sont uniquement porteur du gène sépia.

## Caractère
Le burmese est décrit par Christiane Sacase comme exubérant et sportif ; il s'adapterait à la vie en appartement mais préfèrerait vivre en extérieur où il serait bon chasseur. Il est fidèle et affectueux avec son maître. Sa voix rappellerait celle du siamois. Le docteur Bruce Fogle considèrent que ce sont des chats très attachés à leur maître, voire collants.